# 中国农工民主党云南省委员会
中国农工民主党云南省委员会，简称农工党云南省委、云南农工党，是中国农工民主党在云南省的地方组织。